# Oppidum de Závist
L'oppidum de Závist est un site archéologique celtique situé à quelques kilomètres de Prague, en Tchéquie.
Disposant de plusieurs enceintes dont la plus étendue enclot une surface de 118 hectares, Závist est l'oppidum le plus vaste de Bohème.
Construit à l'époque laténienne, il est implanté sur une hauteur dominant la Vltava, à proximité de l'ancienne confluence avec la Berounka. Le site a fait l'objet de nombreuses campagnes de fouilles archéologiques entre 1963 et 1989, notamment autour des portes et des remparts et sur l'acropole. Elles ont mis en évidence des structures d'habitat et artisanales et ont permis d'exhumer de nombreuses pièces de mobilier.